# لومبوني تشيريليتسو
لومبوني تشيريليتسو (بالإنجليزية: Lemponye Tshireletso)‏ (21 سبتمبر 1984 بوتسوانا - ) هو لاعب كرة قدم بوتسواني، شارك في كأس الأمم الأفريقية 2012.

## روابط خارجية
- لومبوني تشيريليتسو على موقع الاتحاد الدولي (مؤرشف)  (الإنجليزية)
- لومبوني تشيريليتسو على موقع قاعدة بيانات كرة القدم.إي يو (الإنجليزية)
- لومبوني تشيريليتسو على موقع ناشيونال فوتبول تيمز (الإنجليزية)
- لومبوني تشيريليتسو على موقع Soccerway.com (الإنجليزية)
- لومبوني تشيريليتسو على موقع عالم كرة القدم.نت (الإنجليزية)